# Rhipidia (Rhipidia) miosema
Rhipidia (Rhipidia) miosema is een tweevleugelige uit de familie steltmuggen (Limoniidae). De soort komt voor in het Afrotropisch gebied.